# 사사키 와타루
사사키 와타루(일본어: 佐々木 渉, 1996년 7월 28일 ~ )는 일본의 축구 선수이다. 현재 일본 풋볼 리그의 FC 마루야스 오카자키에서 뛰고 있다.

## 구단 경력
그는 2014년부터 2022년까지 J리그의 FC 도쿄, 가마타마레 사누키에서 활동하였다.